# Baltic Cable

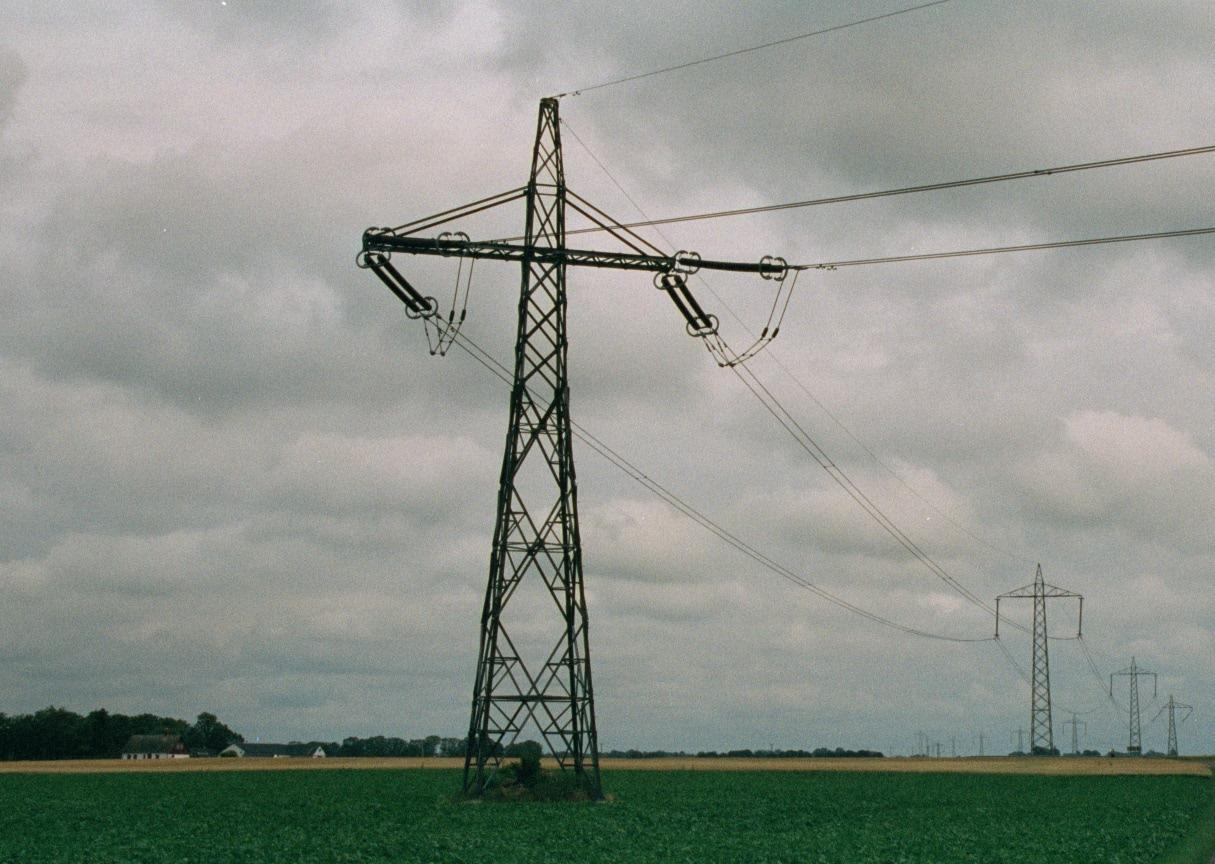
Freileitung der HGÜ „Baltic Cable“ in Schweden. Beide Leiter sind permanent parallel geschaltet. Der zweite Pol ist als Erdkabel ausgeführt, das von der Stromrichterstation Kruseberg zu einer in der Ostsee versenkten Elektrode (Anode) führt.

Das Baltic Cable ist eine Hochspannungs-Gleichstrom-Übertragungsleitung zur Kopplung des deutschen mit dem schwedischen Stromnetz durch die Ostsee, die im Dezember 1994 in Betrieb genommen wurde.
Das Baltic Cable verwendete mit 440 kV die höchste Betriebsspannung aller Anlagen zur Energieübertragung in Deutschland und war bis zur Inbetriebnahme des NorNed im Jahr 2008 mit einer Übertragungsstrecke von 250 km das europaweit längste im Einsatz befindliche Hochspannungskabel. Die Übertragungsstrecke ist als Hochspannungs-Gleichstrom-Übertragung (HGÜ) mit einer maximalen Übertragungsleistung von 600 MW realisiert.

## Technische Daten
- Spannung: 440 kV
- Stromstärke: 1364 A
- Maximale Übertragungsleistung: 600 MW
- Minimale Übertragungsleistung: 50 MW
- Leistungs-Veränderung: 30 MW/Minute
- Übertragungsverlust: 2,4 % (~15 MW bei 615 MW)
- Seekabellänge: 250 km
- Freileitungslänge: 12,1 km in Schweden[1]

## Prinzip
Bei einem Seekabel besteht das Prinzip einer monopolaren Gleichstromübertragung darin, dass nur ein Pol als isoliertes Kabel im Erdreich bzw. am Meeresboden verlegt wird.
Der zweite Pol wird als Elektroden im Wasser ausgeführt. Als Rückleitung dient bei der Seestrecke das Meerwasser bzw. obere Erdschichten. Um einen niedrigen Erdungswiderstand zu erreichen, werden die Erder als großflächige Strukturen, den so genannten Elektroden ausgeführt. Die elektrische Leitfähigkeit des Meerwassers spielt dabei wegen des großen Querschnittes für den Widerstand keine Rolle. Beim Baltic Cable bestehen die Elektroden der Erder aus einem Ring aus blankem Kupfer mit einem Radius von 1000 m.

## Umweltaspekte der im Wasser versenkten Elektroden

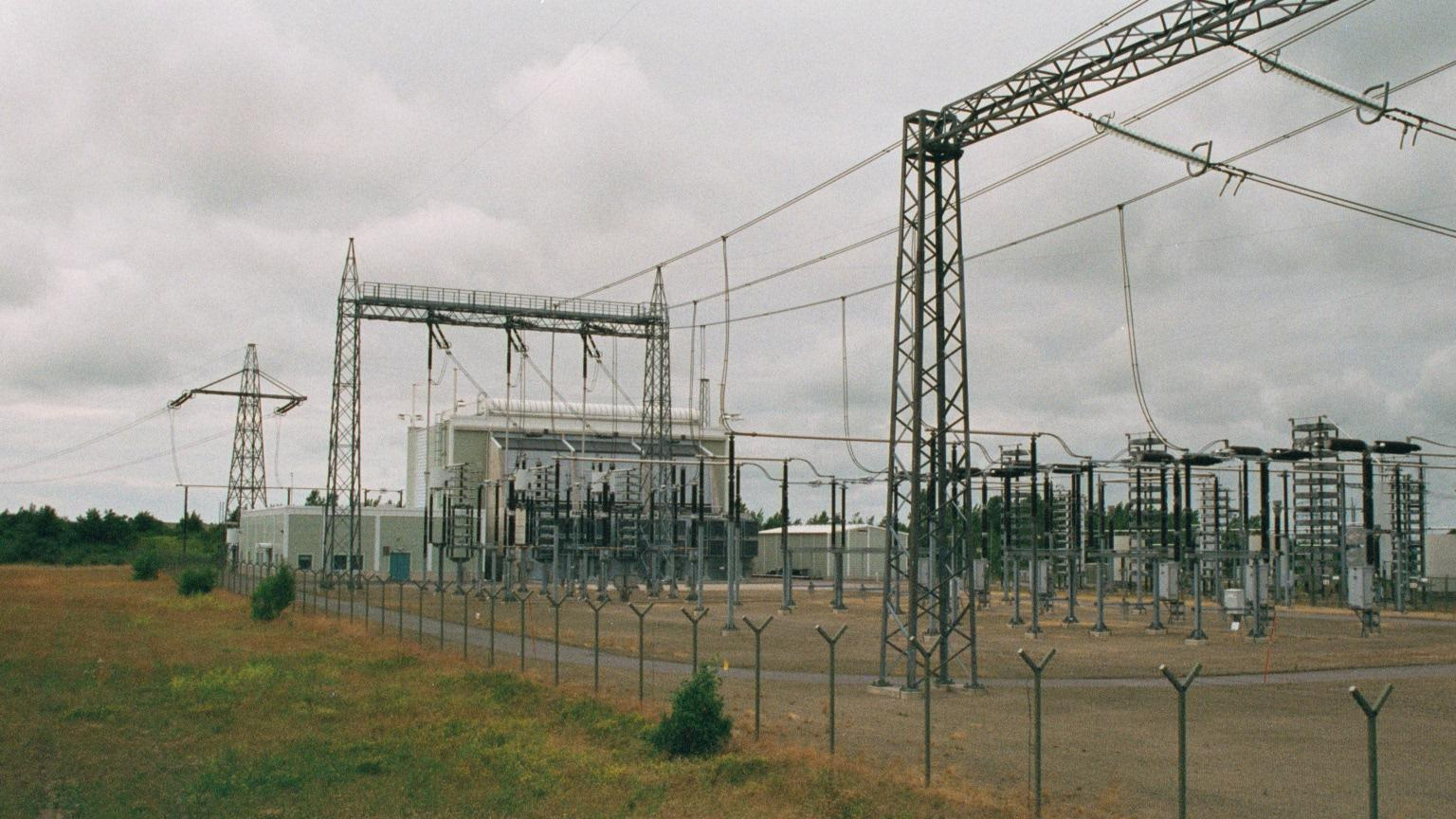
Stromrichterstation Kruseberg auf schwedischer Seite des Baltic Cable

Im Meerwasser erfolgt der Stromtransport durch die Ionenleitung. Die durch den maximalen elektrischen Gleichstrom von 1340 A an den Elektroden ausgelöste Elektrolyse führt an den Elektroden zu einer chemischen Zersetzung des Meerwassers bzw. der darin gelösten Salze. An der Anode wird das im Wasser gelöste Chlorid zu Chlor oxidiert, an der Kathode wird der im Meerwasser gelöste Sauerstoff zu Hydroxidionen reduziert. Dabei werden täglich 41 kg Chlor an der Anode und 47,8 kg Natriumhydroxid an der Kathode in die Ostsee freigesetzt. An der Kathode wird dem Meerwasser zugleich 6,6 g/min des gelösten Sauerstoffs entzogen. Im Fall des Baltic Cable ist die Elektrode in Schweden die Anode, und die deutsche Seite die Kathode. Die Richtung des Stroms ist also immer gleich, egal ob Leistung von Schweden nach Deutschland oder umgekehrt übertragen wird. Um die Richtung der übertragenen Leistung zu wechseln wird die Spannung des Hochspannungskabels umgekehrt, nicht die Stromrichtung. Daher ist es möglich, für die beiden Elektroden unterschiedliches Material zu wählen (Anode aus Titan, Kathode aus Kupfer), um Korrosion insbesondere der Anode zu vermeiden.
Durch eine weitere Vergrößerung der Oberflächen der Elektroden kann die Freisetzung des Chlors und der Natronlauge auf eine größere Wassermenge verteilt und damit die Konzentration der Reaktionsprodukte durch Verdünnung gesenkt werden. Zwar vergrößert sich mit zunehmender Verteilung der Reaktionsprodukte auch der betroffene Bereich der Ostsee, jedoch nimmt innerhalb des betroffenen Bereichs die umwelttoxische Wirkung entsprechend der Verdünnung der Reaktionsprodukte ab. Da die Elektrolyse für die Aufrechterhaltung der elektrischen Leitung (Ionenleitung) durch das Meerwasser notwendig ist, kann die Elektrolyse nur durch eine metallische Verbindung beider Elektroden gänzlich vermieden werden.
Alternativ ist auch die Erweiterung zu einer bipolaren Anlage möglich. Nach Durchführung einer derartigen Erweiterung würde, wenn beide Pole mit gleich starker Stromstärke betrieben würden, kein Strom über die Erdungselektroden fließen und somit keine Elektrolyse des Meerwassers auftreten. In der Tat wurden schon einige monopolare HGÜ-Anlagen zu bipolaren Anlagen erweitert (Beispiel: Kontiskan).
Der Freileitungsabschnitt in Schweden ist durch die Installation von zwei Leiterseilen hierfür vorbereitet und zumindest auf dem Areal der Stromrichterstation Arrie in Schweden ist genügend Platz vorhanden für die Errichtung eines zweiten Stromrichters. Ob es in absehbarer Zeit zu diesem Ausbau kommen wird, ist wegen der suboptimalen Netzanbindung in Lübeck fraglich.

## Leitungsverlauf

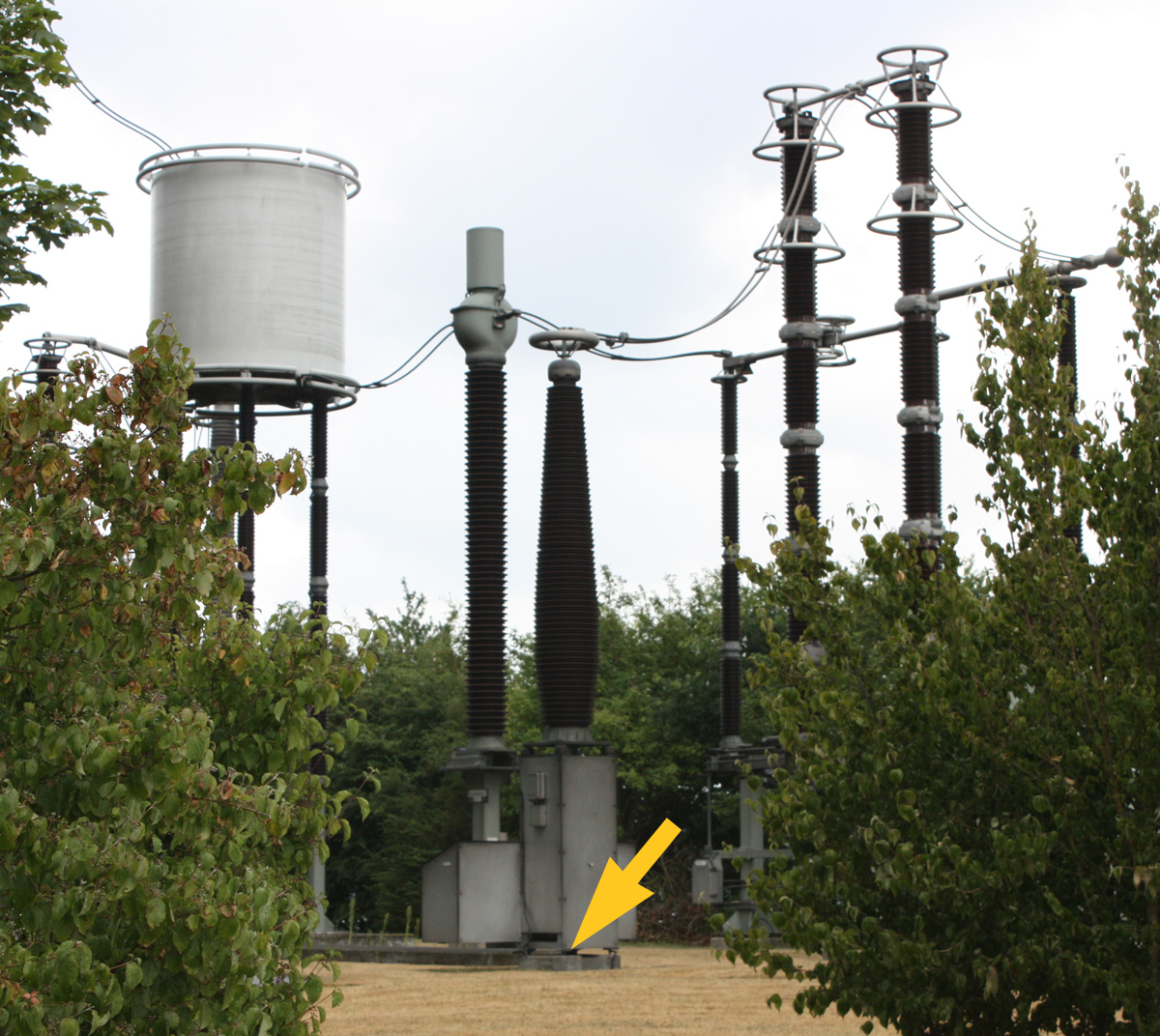
Auf deutscher Seite tritt das Baltic Cable in Lübeck-Herrenwyk aus der Erde (Pfeil)

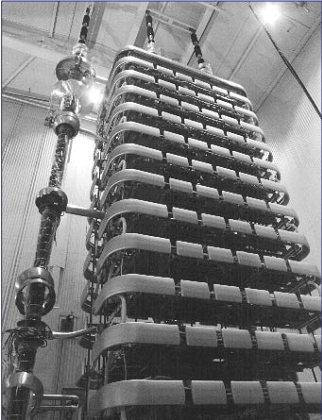
Thyristorturm in einer Stromrichterstation des Baltic Cable

Das Baltic Cable beginnt in einer auf dem Areal eines ehemaligen Steinkohlekraftwerks in Lübeck-Herrenwyk errichteten Stromrichterstation (53° 53′ 49″ N, 10° 48′ 9″ O). Unmittelbar neben dieser Station befindet sich noch ein 110-kV-/10-kV-Umspannwerk der TraveNetz GmbH, das über zwei auf den Masten der 380-kV-/110-kV-Freileitung Lübeck-Siems–Lübeck-Herrenwyk verlegten 110-kV-Drehstromkreise gespeist wird oder über einen 380-kV-/110-kV-Transformator auf dem Areal der Stromrichterstation in Lübeck-Herrenwyk.
Das von der Stromrichterstation ausgehende Baltic Cable, das aus dem 450-kV-Hochspannungskabel und dem zur Elektrode in der Ostsee führenden Elektrodenkabel besteht, unterquert die unmittelbar neben diesem Areal gelegene Trave in einem Kanal 6 Meter unter dem Boden der Trave, um dann anschließend als in der Trave verlegtes Seekabel geradlinig ungefähr dieser bis zu ihrer Mündung zu folgen.
Nach Durchquerung der Halbinsel Priwall folgt das Baltic Cable der Küste von Mecklenburg-Vorpommern, um dann östlich von Rostock langsam nach Nordosten, Richtung Schweden zu laufen. Das zur Elektrode führende Elektrodenkabel verläuft bis etwa 5 km nordwestlich von Kalkhorst-Warnkenhagen, Mecklenburg-Vorpommern 54° 2′ 0,6″ N, 11° 3′ 11,5″ O parallel zum Hochspannungskabel (Abstand ca. 1 Meter, im Kanal unter der Trave unmittelbar neben dem Hochspannungskabel) verlegt.
An diesem Punkt zweigt es in östlicher Richtung von der Trasse ab, um zur Elektrode bei 54° 1′ 42″ N, 11° 8′ 24″ O zu führen. Diese ist als ein blanker Kupferring mit einem Radius von 1000 Metern vor der deutschen Ostseeküste bei Kalkhorst-Warnkenhagen ausgeführt. Das 32 Kilometer lange Elektrodenkabel ist ein XLPE-isoliertes Kupferkabel. Die ersten von der Stromrichterstation in Lübeck-Herrenwyk gerechneten zwanzig Kilometer dieses Kabels haben einen Querschnitt von 1400 mm², die letzten zwölf Kilometer einen von 800 mm².
Vom Anlandungspunkt an der Südküste Schwedens führt das 450-kV-Kabel noch über eine Distanz von 5½ Kilometern als Erdkabel bis zu einem Punkt östlich der E6 bei (55° 25′ 28″ N, 13° 3′ 39″ O) über Land. Von dort verläuft die Freileitung über zwei Tragmaste bis zum ersten Abspannmast bei (55° 25′ 50″ N, 13° 3′ 12″ O) in nordnordwestlicher Richtung. An diesem Mast ändert die Leitung ihre Richtung in nordnordöstliche Richtung und führt östlich an Södra Haslov vorbei über sieben Tragmasten zum nächsten Abspannmast bei (55° 27′ 8″ N, 13° 2′ 56″ O). Jetzt erfolgt eine Richtungsänderung nach Nordosten. Über acht Tragmasten geht sie zum dritten Abspannmast bei (55° 28′ 33″ N, 13° 4′ 2″ O).
Jetzt schwenkt die Leitung in westnordwestliche Richtung ein und führt über 15 Tragmasten (davon drei Winkeltragmasten) südlich an Västra Ingelstad vorbei zum vorletzten Abspannmast bei (55° 29′ 29″ N, 13° 8′ 18″ O). Von diesem Mast aus läuft die Leitung über einen Tragmast, einen Winkeltragmast und dem Endmast zur Stromrichterstation in Kruseberg (55° 30′ 5″ N, 13° 8′ 44″ O), die auch als Stromrichterstation Arrie bezeichnet wird und an ein bestehendes Umspannwerk für 380 kV/110 kV angebaut wurde.
Insgesamt besteht der zwölf Kilometer lange Freileitungsabschnitt aus 40 Masten mit je einer Traverse für zwei Leiterseile. Als Leiterseile werden auf dem Freileitungsabschnitt zwei Zweierbündelleiter verwendet, die an ihren Enden permanent miteinander verbunden sind und an 6 Meter langen Isolatoren an den Masten befestigt sind. Somit ist die Freileitung des Baltic Cable, obwohl sie wie eine bipolare Leitung aussieht, eine monopolare Leitung.

## Erdkabel
Die 23 Kilometer lange Leitung von der Stromrichterstation Kruseberg zur Anode auf dem Grund der Ostsee vor der schwedischen Küste besteht aus zwei parallel geschalteten und im Erdreich verlegten Kupferkabeln mit je 630 mm² Querschnitt, die mit XLPE isoliert sind. Als Anode dienen 40 Titannetze, von denen jedes eine Fläche von 20 m² hat und die zum Schutz vor mechanischen Beschädigungen mit Plastikrohren und Steinen abgedeckt sind. Wegen der Bauweise als monopolare Leitung führt das Baltic Cable in seiner Umgebung zu wesentlich höheren Magnetfeldern als Gleichstromleitungen mit integrierten bzw. in geringem Abstand verlegten Rückleitern.

## Freileitung
Da von dieser Freileitung Funkstörungen ausgehen können, wurde in der Stromrichterstation in Kruseberg ein aktives Oberschwingungsfilter installiert. Weil es auf deutscher Seite keinen Freileitungsabschnitt des Baltic Cables gibt, ist keine derartige Einrichtung in Lübeck-Herrenwyk vorhanden.

## Flaschenhals und Netzausbau
Die HGÜ Baltic Cable konnte ursprünglich nicht mit den maximal möglichen 600 MW Übertragungsleistung betrieben werden, da die von Lübeck-Herrenwyk ausgehende 380-kV-Drehstromleitung im Umspannwerk Lübeck-Siems endet und die Anbindung an das deutsche 380-kV-Netz immer noch über Leitungen der 220-kV- und zum Teil sogar der 110-kV-Ebene erfolgt, was die maximal übertragbare Leistung stark reduziert und auch die Übertragungsverluste erhöht.
Von den ursprünglich zwei geplanten 380-kV-Leitungen nach Lübeck (vom Kernkraftwerk Krümmel nach Lübeck-Siems und von der Stromrichterstation Lübeck-Herrenwyk zum 380-kV-Umspannwerk Schwerin) wurde der Bau der 380-kV-Leitung zwischen dem Kernkraftwerk Krümmel und dem Umspannwerk Lübeck-Siems nach Angaben der E.ON gestrichen. Der Bau einer 380-kV-Verbindung von Lübeck-Herrenwyk nach Schwerin kommt ebenfalls aufgrund hoher Raumwiderstände nicht voran.
Durch ein neues 220-kV-Kabel und einen statischen Blindleistungskompensator (SVC) in Lübeck-Siems ist seit Dezember 2004 eine Übertragungsleistung von 600 Megawatt möglich, was allerdings die Mitnutzung von Netzelementen der 110-kV-Ebene des Verteilnetzbetreibers Schleswig-Holstein Netz erfordert. Die Blindleistungs-Kompensationsanlage wurde von Siemens konzipiert und erbaut.
Da sich der Ausbau von Windkraftleistung im Netzbereich der Schleswig-Holstein Netz von fünf Megawatt im Jahr 1989 auf 6450 MW im Jahr 2019 erhöht hat, wurde der Bedarf an zusätzlicher Übertragungskapazität innerhalb Schleswig-Holsteins und in Richtung Süden noch größer. Mit dem Vorhaben Nummer 42 wurde eine Höchstspannungsleitung zwischen Kreis Segeberg, Lübeck-Siems und Göhl im Bundesbedarfsplangesetz festgeschrieben. Aufgrund ihres Verlaufs entlang der schleswig-holsteinischen Ostseeküste wird die Leitung daher vom Übertragungsnetzbetreiber Tennet TSO auch als Ostküstenleitung bezeichnet. Sie hat eine Länge von 132 km, besteht aus drei Abschnitten und soll streckenweise als Erdkabel-Pilotprojekt ausgeführt werden. Die Gesamtinbetriebnahme ist geplant für 2027.

## Vorkommnisse
In der Nacht vom 16. April 2016 zum 17. April 2016 trat am Elektrodenkabel auf der Halbinsel Priwall ein Defekt auf. Dieser führte zur Wasserstoffentwicklung an der Schadensstelle, weil das defekte Elektrodenkabel an dieser Stelle wie eine Kathode wirkte, an der dieses Gas entstand. Durch die beim Defekt auftretende Hitze entzündete sich dieser, als seine Konzentration in der Luft ausreichend war, explosionsartig und erzeugte eine drei Meter hohe Stichflamme. Weil keine Vorrichtung zur Überwachung des Elektrodenkabels existierte, wurde bei den Betreibern kein Alarm ausgelöst. Die herbeigerufene Feuerwehr konnte diese zuerst nicht löschen, doch erlosch die Flamme als das Kabel abgeschaltet wurde, weil kein Wasserstoff mehr nachgeliefert wurde.
Ende April 2020 beschädigte ein Anker 20 km vor der Küste Schwedens das in 30 m Wassertiefe im Seeboden eingegrabene Kabel, welches bis Ende Mai 2020 repariert werden konnte.